# Корён
Корён (кор. 고령군?, 高靈郡?, Goryeong-gun) — уезд в провинции Кёнсан-Пукто, Южная Корея. Население — 35 тыс. человек. Расположен на месте древнего государства Тэкая.

## История
В начале I тысячелетия н. э. территория, на которой сейчас расположен Корён, была центром племенного союза Тэкая. Тэкая была основана в 42 году ваном Иджинаси. Просуществовав более 500 лет, Тэкая была аннексирована ваном Чинхыном, главой государства Силла в 562 году. Здесь был образован уезд Тэкая. В эпоху объединённого Силла, в 757 году, на 16 году правления вана Кёндока, уезд получил своё современное название и вошёл в состав района Канджу. В 1080 году уезд был включён в состав Хапчона. В эпоху династии Корё и раннего Чосона, Корён имел статус «хён».
В 1896 году после очередной административной реформы, Корён получил статус уезда («кун»), а в 1906 году в состав Корёна было включено несколько территорий из соседний уездов. В 1979 году было утверждено текущее административное деление Корёна. 

## География
Корён расположен в юго-восточной части провинции Кёнсан-Пукто. На юге и западе граничит с провинцией Кёнсан-Намдо, на востоке — с городом прямого починения Тэгу, на севере — с уездом Сонджу. Ландшафт образован восточными отрогами горной гряды Тхэбэксан. Высочайшая гора на территории уезда — Мисунсан. Главные реки, протекающие в уезде — Тэгачхон и Аллимчхон. В бассейне этих рек ландшафт более равнинный, почва пригодна для земледелия.

## Административное деление
Корён разделён на 1 ып и 7 мёнов. Ып возник 1 мая 1979 года, мёны — с 1 марта 1914 года. Ниже дан их полный список:
- Корёнъып
- Токкокмён
- Унсумён
- Сонсанмён
- Тасанмён
- Кэджинмён
- Угогмён
- Ссанниммён

## Туризм и достопримечательности
Культурное наследие Корёна тесно связано с государством Кая. Здесь сохранилось множество построек, предметов утвари, артефактов эпохи Кая. Главные достопримечательности Корёна включают:
- Крепость на горе Чусансан — сейчас сохранились только стены, однако во времена Кая это был крупный форт с восемью сторожевыми башнями.
- Гробницы в районе Чисандон — около 200 гробниц, в которых похоронены представители средневековой знати. Здесь найдено множество предметов утвари, принадлежавших раннекорейской знати.
- Паннёнса и Кванумса — буддийские храмы IX и XIX века соответственно. Представляют собой памятники корейского зодчества разных времён.
- Резьба по камню в Янджондоне - считается, что концентрические круги и другие геометрические узоры, вырезанные в скале, были сделаны людьми задолго до появления здесь первых государственных объединений. Были открыты в 1971 году.

## Культура
В Корёне работают следующие предприятия культуры:
- Художественная школа Корёна — здесь проводится обучение древним ремёслам, таким как гончарное искусство, резьба по дереву и т. д.
- Молодёжный лагерь Окке — один из центров активного отдыха школьников из окрестных городов.
- Дом музыки — здесь проводятся выступления артистов и проходят конкурсы исполнителей, например, конкурс игры на каягыме имены У Рыка.

## Символы
- Дерево: paulowina tomentosa — это дерево широко распространено на территории уезда. По легенде местный уроженец, знаменитый музыкант У Рык делал свои инструменты из этого дерева.[4]
- Цветок: королевская азалия — красный цветок символизирует пылающую любовь граждан к своему уезду, и дух, объединяющий их.[4]
- Животное: Серый журавль — призван символизировать гармоничное сожительство жителей уезда с соседями, так как серые журавли хорошо уживаются вместе с белыми журавлями, кроме того, коричневые перья символизируют гончарное искусство, которое со времён Кая процветало в этих краях.[4]
- Маскот: Каядори — это весёлое существо, которое вобрало в себя всё наследие Кая. В его чертах можно увидеть древние гробницы государства Кая, королевкую корону и древний народный музыкальный инструмент каягым.[4]

## Знаменитые жители
- У Рык — знаменитый музыкант, играл на каягыме.

## Города-побратимы
Корён является городом-побратимом следующих городов:
- Хампхён, провинция Чолла-Намдо, Республика Корея
- Сочхогу, Сеул, Республика Корея